# Čakovec
Čakovec je grad u sjevernoj Hrvatskoj, koji se nalazi oko 90 kilometara sjeverno od Zagreba. Sjedište je i najveći grad Međimurske županije, najsjevernije i površinski najmanje hrvatske županije.

## Ime
U izvorima na mađarskom jeziku, grad se zove Csáktornya, a na njemačkom Tschakathurn.

## Stanovništvo
Prema popisu iz 2011. grad sa svojim naseljima ima 27.820 stanovnika (sam grad ima 15.147 stanovnika), prvenstveno Hrvata i rimokatolika, a najveće manjine su Romi, Srbi i Slovenci.
| broj stanovnika | 5790  | 7002  | 8580  | 9375  | 10815 | 11425 | 13034 | 15108 | 17034 | 18119 | 20676 | 23775 | 27356 | 29996 | 30455 | 27104 | 27122 |
|                 | 1857. | 1869. | 1880. | 1890. | 1900. | 1910. | 1921. | 1931. | 1948. | 1953. | 1961. | 1971. | 1981. | 1991. | 2001. | 2011. | 2021. |

| broj stanovnika | 2678  | 3269  | 4178  | 4514  | 5402  | 5913  | 6377  | 6893  | 7037  | 7684  | 9643  | 11773 | 14595 | 15999 | 15790 | 15147 | 15078 |
|                 | 1857. | 1869. | 1880. | 1890. | 1900. | 1910. | 1921. | 1931. | 1948. | 1953. | 1961. | 1971. | 1981. | 1991. | 2001. | 2011. | 2021. |

## Gradska naselja
Grad Čakovec sastoji se od 14 naselja (stanje 2013.), to su: Čakovec, Ivanovec, Krištanovec, Kuršanec, Mačkovec, Mihovljan, Novo Selo na Dravi, Novo Selo Rok, Savska Ves, Slemenice, Šandorovec, Štefanec (od 2013.),  Totovec i Žiškovec.

## Promet
Prva željeznička pruga sagrađena je 1860., a povezivala je Budimpeštu s lukama Rijekom i Trstom. Čakovec je željeznicom s Murskim Središćem i Lendavom povezan 1889. Cestovna infrastruktura je dobra. Čakovec je i dobro povezan županijskim cestama prema Prelogu, Podturnu, Murskom Središću, Štrigovi, Svetom Martinu na Muri, a uključuje i novu autocestu koja povezuje granični prijelaz u Goričanu s Zagrebom, Karlovcem i Jadranskim morem.

## Povijest
U rimsko doba, kako Strabon zapisuje i izvještava u 1. stoljeću, na današnjem mjestu Čakovca bila je Aquama (mokri grad), vojna postaja i legionarski kamp. Ime grada dolazi od grofa Dimitriusa Chakyja, koji je početkom 13. stoljeća podigao drvenu utvrdu kasnije nazvanu "Čakov toranj". Prvi je put spomenuta 1328. godine. Naselje se pojavljuje u službenim zapisima 1333. Od 1350. – 1397., Čakovec je u vlasništvu obitelji Lacković. Vrijeme značajnijeg ekonomskog i kulturnog rasta Čakovca počelo je 15. ožujka 1547., kad je Nikola Šubić Zrinski od Sigeta postao vlasnik područja. U to vrijeme, dvorac je bio bogato ukrašen, okružen parkom i skulpturama čuvenih vojskovođa i vladara. Grof Juraj IV. Zrinski dao je privilegije stanovnicima čakovečke tvrđave i okolnih naselja 29. svibnja 1579., što je bio početak pretvaranja Čakovca u slobodno trgovište. Taj se datum slavi kao Dan grada. Tijekom 18. stoljeće vlastelinstvo Međimurje je u posjedu obitelji austrijsko-češke obitelji Althan, koji borave u Čakovcu i značajno nadograđuju Stari grad. Godine 1738. grad je razoren potresom, a 1741. požarom. Još jedan potres pogodio je grad 1880. Krajem 18. stoljeća vlasnici grada postaju grofovi Feštetići, a grad je pretvoren u veleposjed na kojem se razvila industrija, obrtništvo i trgovina. 1848. ban Josip Jelačić Čakovec je oduzeo Mađarima i pripojio ga Banskoj Hrvatskoj. Grad je elektrificiran 1893. godine. Krajem 19. i početkom 20. stoljeća grad se značajno gospodarski i društveno razvija. Od 1941. do 1945. grad je bio pod mađarskom okupacijom, a 1945. godine oslobodila ga je sovjetska Crvena armija.

## Gospodarstvo
Čakovec je gospodarski, ekonomski, kulturni i upravni centar Međimurske županije. Privreda grada zasnovana je na metaloprerađivačkoj industriji (Letina, Ferro-Preis, Metal dekor, Senko)  tekstilnoj industriji  (Čateks), industriji obuće (Jelen), proizvodnji hrane (Vajda, Čakovečki mlinovi, Perutnina Ptuj), drvo-prerađivačka industrija (Linea Cod, Pana, Promming, Međimurjeplet), graditeljstvu i obrništvu, prehrambena industrija (Tvornica stočne hrane). Značajna je i izdavačka djelatnost tvrtke Zrinski. Iako je Čakovec većinom grad poslijeratne arhitekture, dinamičan je, ima razvijenu industriju, mjesto je trgovine, obrazovanja unutar i suradnje između županija i država. Posljednjih godina izgrađeno je nekoliko trgovačkih centara. U 2013. godini počela je prodaja parcela gospodarskim tvrtkama na prostoru bivše vojarne i vojnog poligona.

## Arhitektura i znamenitosti
U središtu Čakovca smještena je tvrđava Stari grad, nekad i danas simbol grada. Vlasnici tvrđave bili su kroz dugi niz stoljeća i gospodari grada Čakovca te čitavog vlastelinstva Međimurje. Tvrđava je prvotno izgrađena u srednjem vijeku za obitelj Ernušt, a nakon toga višekratno pregrađivana za obitelj Zrinski, koji su ostavili i najznačajniji pečat za povijest i baštinu Čakovca. U doba obitelji Zrinskih je u 16. stoljeću središnji dio utvrde preoblikovan u renesansnu palaču, oko koje je podignut sklop opekom građenih zidina. Zidine nisu nikad bile dovršene, a tijekom vremena su dijelom nadograđene, a dijelom porušene.
Palača, zvana Novi dvor, doživjela je veliku obnovu oko 1743. za austrijsko-češku grofovsku obitelj Althan-Pignatelli, kada je poprimila današnji barokni izgled. Althanov dvorac, djelo arhitekta Antona Erharda Martinellija, smatra se jednim od najvećih i najznačajnijih baroknih spomenika u Hrvatskoj. Na zidinama je istodobno izgrađen barokni toranj, koji čini danas prepoznatljivu siluetu Čakovca. U Starom gradu danas je smješten Muzej Međimurja Čakovec.
Drugi važan povijesni spomenik Čakovca je franjevačka crkva i samostan na Franjevačkom trgu. Samostan je podignut na mjestu ranijeg drvenog samostana kojeg je osnovao Nikola Zrinski. Današnji je sagrađen postupno između 1702. i 1750. godine. Crkva sv. Nikole (1707. – 1728.) u unutrašnjosti ima polikromirani barokni inventar, a izvana je krasi reprezentativno pročelje tzv. pavlinskog tipa, koje je ukrašeno kipovima svetaca. Zvonik potječe iz sredine 18. stoljeća (1753. – 1757.) i također je u baroknom stilu.
Središte Čakovca čini Franjevački trg, Trg Republike te ulica koja ih spaja – Ulica kralja Tomislava. Na tom se prostoru nalazi niz kuća iz 18. i 19. stoljeća. Kasnobarokne i klasicističke kuće – kuća Gradišaj iz 1816. godine (Kralja Tomislava 1), kuća Strahija (Kralja Tomislava 18), te još dvije građanske kuće (Kralja Tomislava 2 i 8) - svoj današnji izgled dobile su krajem 19. i početkom 20. stoljeća. U to je doba podignut i čitav niz lijepih jednokatnica i prizemnica u historicističkom stilu. Najistaknutije zgrade tog vremena su Visoka učiteljska škola (1888.), te nova vijećnica iz 1900. godine (Trg Eugena Kvaternika 2), obje djela poznatog graditelja Valenta Morandinija. Također se ističe zelena zgrada Prve hrvatske štedionice (1919.), koja danas služi kao sjedište gradske uprave.
Najraskošnija od svih zgrada u središtu Čakovca je bivši Trgovački kasino, u stilu mađarske secesije, s pročeljem u kombiniranim ukrasima od opeke i žbuke. Ovo zdanje podignuo je 1903. godine arhitekt Ármin Hegedűs za potrebe Čakovečkog udruženja trgovaca. Zgrada je služila kao društveno okupljalište bogatog građanstva, a u njoj su se izvorno nalazile prostorije za kartanje, društvene igre, čitaonica i plesni salon. Od Drugoga svjetskog rata do danas zgrada je poznata kao knjižnica te kasnije sjedište sindikata.
U Svetojelenskoj ulici nalazi se i zanimljiva upravna zgrada bivšeg vlastelinstva grofa Feštetića. Radi se o historicističkoj zgradi građenoj u neoromaničkom stilu, koja je bila dijelom velikog pogona tvornice šećera. Tvornicu šećera držao je grof Feštetić u Starom gradu od 1855. do 1888. godine. Danas je ta zgrada dio čakovečke bolnice.
Od javnih skulptura u Čakovcu nalazimo na Trgu Republike spomenik Nikoli Zrinskom, kvalitetan kiparski rad iz 1904. godine, koji se sastoji od postolja s bistom N. Zrinskog te stupa s orlom. U parku Starog grada nalazi se barokni kip sv. Jeronima, postavljen 1766. godine. Ovaj rad znamenitog štajerskog kipara Veita Königera, podignut je u doba obitelji Althan u 18. stoljeću, kada se vjerovalo da je Sveti Jeronim rođen u Međimurju.
Crkva sv. Antuna Padovanskog sagrađena je 1990-ih u novom naselju na Jugu. Ima toranj visok 57 metara, koji je najviši sagrađeni objekt u Međimurju.
U općini Šenkovec kraj Čakovca nalazi se kapela sv. Jelene, ostatak nekadašnjeg pavlinskog samostana. Prema predaji je poznati tunel čiji se ulazi vide u parku Starog grada vodio od dvorca Zrinskih do pavlinskog samostana u Šenkovcu.
Gimnastička dvorana Macanov dom, otvorena kao "Sokolski dom" 1938. godine. Zgrada danas nosi naziv Macanov dom po športskom djelatniku i entuzijastu Marijanu Zadravcu - Macanu.

## Kultura
Stara jezgra grada djelomično je očuvana i obnovljena. U centru grada djeluje nekoliko ustanova kulture: Muzej Međimurja Čakovec u Starom gradu čuva 17 000 vrijednih predmeta. Županijskog značenja su također knjižnica i Centar za kulturu. Knjižnica "Nikola Zrinski" nudi brojna tiskana djela kao i multimediju građanima cijele Županije a Centar za kulturu godišnje organizira oko 700 programa za građanstvo.
Čakovec je domaćin brojnih kulturnih događaja a na ulicama i trgovima obilježava se Dana Grada 29. svibnja i Ljeto u gradu Zrinskih (Čakovečko kulturno ljeto). Porcijunkulovo je najznačajnija turistička manifestacija u Međimurju a nudi brojne sadržaje sve većem broju posjetitelja - procijenjeno je da Čakovec krajem srpnja i početkom kolovoza pohodi 100 000 ljudi. Osnova manifestacije je očuvanje baštine našeg kraja a uz različite programe tu se redovito održava i godišnja izložba old timera na centralnom gradskome trgu.
U Čakovcu izlaze tjednici Međimurske novine i Međimurje a od digitalnih informativnih stranica ističu se wwww.cakoveconline.com, www.mnovine.hr  i emedjimurje.net.hr.
Kazališna družina Pinklec djeluje pri centru za kulturu od 1987. godine a 2006. godine dobiva status profesionalne kazališne družine. Od 1998. se godine u Čakovcu održavaju Susret profesionalnih kazališta za djecu i mlade i međunarodni festival zabavne glazbe.
U gradu već desetljećima aktivno djeluju dvije lokalne radio postaje: Radio 1, Hrvatski Radio Čakovec (HRČAK).

## Obrazovanje

### Osnovne škole
- I. osnovna škola Čakovec (uz matičnu školu djeluju Područna škola Krištanovec i Područna škola Novo Selo Rok)
- II. osnovna škola Čakovec
- III. osnovna škola Čakovec
- Centar za odgoj i obrazovanje
- Osnovna umjetnička škola

Osnovne škole izvan Čakovca
- OŠ Ivanovec
- OŠ Kuršanec

### Srednje škole
- Ekonomska i trgovačka škola
- Gimnazija Josipa Slavenskog
- Gospodarska škola
- Graditeljska škola
- Srednja škola Čakovec
- Tehnička škola Čakovec

### Visokoškolsko obrazovanje
- Učiteljski fakultet Sveučilišta u Zagrebu, Odsjek u Čakovcu
- Međimursko veleučilište

### Obrazovanje odraslih
- Pučko otvoreno učilište

## Upravna podjela
Grad Čakovec ima sedam gradskih četvrti:
- Centar
- Jug
- Martane
- Buzovec
- Sajmište
- Globetka
- Špice

## Šport
U Čakovcu djeluje 69 športskih klubova ujedinjenih u Zajednicu sportskih udruga Čakovca. Za održavanje športskih objekata brine se gradsko poduzeće Ekom a Sportsko-rekreacijski centar "Mladost" sastoji se od nogometnog stadiona, streljane, kuglane, kupališta otvorenog 1999.; športski kompleks "NK Sloga" od 2014. godine je pod upravljanjem GP Ekom. Čakovec nema gradsku športsku dvoranu već su postojeće dvorane sastavni dio gradskih škola. Najveća je dvorana Graditeljske škole; renovirana je 2003. za potrebe održavanja Svjetskog prvenstvo u rukometu za žene. Najuspješniji športaši iz čakovečkih klubova su Franjo Punčec, Kristian Novak, Maša Martinović, Petra Naranđa, Tijana Tkalčec, Filip Ude itd. 
U Čakovcu djeluju sljedeći klubovi:
- Atletski klub "Međimurje"
- Badmintonski klub "Međimurje"
- Body building&fitness klub "Aurora"
- Čakovečki plivački klub
- Gimnastička udruga "Marijan Zadravec Macan"
- Karate klub "GLOBUS"
- Karate klub "Međimurje"
- Klub odbojke na pijesku "Čakovec"
- Košarkaški klub "Čakovec"
- Košarkaški klub "Međimurje"
- Kuglački klub "Željezničar" Čakovec
- MRK "Čakovec"
- Nogometni klub Čakovec
- Nogometni klub "Međimurje"
- Nogometni klub Sloga
- Odbojkaški klub "Čakovec"
- Plivački klub "Međimurje"
- Teniski klub "Franjo Punčec"
- Teniski klub "JUG"
- Ženski rukometni klub "Zrinski"[13]
- Paintball klub "Interap"
- Paintball klub "accredo" jedan od vodećih klubova u hrvatskoj.
- Moto klub "DRAGONS" Čakovec
- Disc Golf klub "Zrinski" Čakovec[14]
- Judo klub Zrinski Čakovec

Od 2006. održava se karate turnir Cro Cup.

## Udruge
U Čakovcu je registrirano 388 različitih udruga (stanje ožujak 2014). Neke od njih su:
- ŠAF (Škola animiranog filma) - radionica animiranih filmova
- Pjevački zbor "Josip Štolcer Slavenski"
- Studio suvremenog plesa "Teuta"
- CEZAM Čakovec
- Kulturno umjetnička udruga "Veseli međimurci"
- Big band Čakovec
- Gradski puhački orkestar
- Likovno udruženje Čakovec
- "Čakovečke mažoretkinje"
- Dječje gradsko kazalište Čakovec
- MIK - Međimurski informatički klub
- NEXUS - Plesni studio
- AD VEGA - astronomsko društvo (www.advega.hr)
- Fotoklub Čakovec
- FOTOGRAFIJA - udruga za fotografsku kulturu

## Poznate osobe
- Zvonimir Bartolić - književnik, kajkavolog, bivši dekan Visoke učiteljske škole u Čakovcu, bivši predsjednik Matice hrvatske Čakovec, autor Triptiha Zriniana koja je 2005. godine na sajmu u Frankfurtu proglašena jednom od 100 najljepših knjiga na svijetu.
- Lidija Bajuk - glazbenica
- Ladislav Barišić - makedonski i jugoslavenski likovni kritičar
- Aleksandar Benko - bivši nogometaš
- Lujo Bezeredi - kipar
- Srećko Bogdan - bivši nogometaš
- Dragutin Feletar - povjesničar, geograf i pisac
- Rebeka Mesarić Žabčić - socijalna geografkinja i demografkinja
- Stanka Gjurić - pjesnikinja
- Ivan Glowatzky - kazališni, televizijski i filmski glumac
- Pavao Graf - franjevac i župnik, 31 godinu djelovao u Čakovcu
- Gabrijel Horvat - slikar
- Josip Horvat Zdelar - narodni heroj, politički djelatnik, borac za radnička prava
- Joža Horvat - avanturist i pisac
- Lucija Hranjec - glumica i profesorica
- Bojan Jambrošić - pjevač
- Robert Jarni - bivši nogometaš
- Barbara Kolar - TV i radio voditeljica
- Ladislav Kralj Međimurec - umjetnik, akvarelist
- Ljubo Kuntarić - glazbenik i skladatelj
- Dražen Ladić - bivši nogometaš
- Bulcsú László - jezikoslovac, prevoditelj i informatolog
- Lili Legenstein, kazališna umjetnica
- Boris Leiner - glazbenik i kipar
- Petra Naranđa - bivša karatistica, europska seniorska prvakinja[15]
- Ivan Novak - povjesničar i političar
- Stjepan Patkai - glazbenik
- Nikola Pavić - pjesnik
- Fortunat Pintarić - svećenik i glazbenik
- Paula Posavec - rukometašica
- Stela Posavec - rukometašica
- Joža Požgaj - glazbeni pedagog
- Franjo Punčec - tenisač
- Danijel Režek - gospodarstvenik
- Milan Branović - tenisač
- Petar Sabol - fotograf
- Milivoj Slaviček - književnik
- Dijana Sokač-Ištvanović - bivša atletičarka
- Josip Štolcer-Slavenski - skladatelj
- Filip Ude - gimnastičar
- Drago Vabec - bivši nogometaš
- Juraj IV. Zrinski - političar, vojskovođa i mecena
- Juraj V. Zrinski - državnik i vojskovođa
- Nikola Zrinski Čakovečki - državnik, vojskovođa, pjesnik i filozof
- Nikola Zrinski Sigetski - državnik i vojskovođa
- Petar Zrinski - državnik, vojskovođa i pjesnik
- Davor Žerjav - publicist i fotograf
- Zita Varga - violončelistica

## Vanjske poveznice
Mrežna mjesta
- Grad Čakovec, službeno mrežno mjesto
- Muzej Međimurja,službeno mrežno mjesto
- Turistička zajednica Grada Čakovca  Arhivirana inačica izvorne stranice od 20. srpnja 2022. (Wayback Machine), službeno mrežno mjesto
- Čakovec Hrvatska opća enciklopedija